# نقد بی‌خدایی

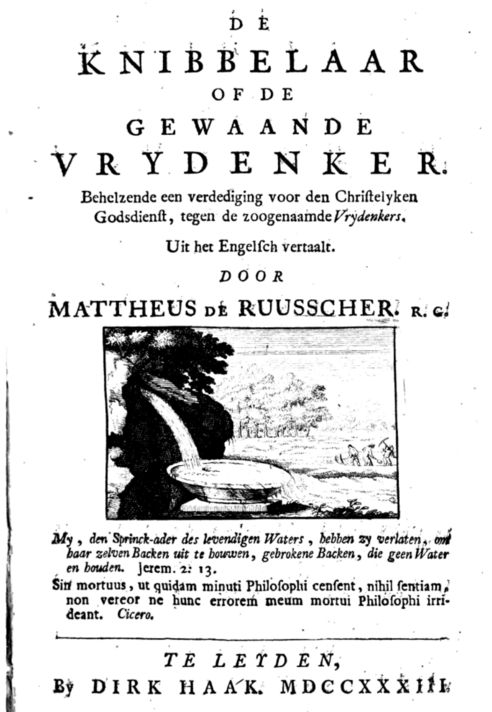
اتئیسم

نقد خداناباوری، شامل انتقادهایی است که به تفکر آتئیسم یا خداناباوری (ماده‌گرایی و شک در وجود خدا) وارد می‌شود. یا به استدلال‌هایی می‌پردازد که در رد آتئیسم مطرح می‌گردد. منتقدان آتئیسم برای نقد از دلایل اثبات وجود خدا و برای نفی آن از مباحث عقلی، اخلاقی و علمی استفاده می‌کنند.

## بی‌خدایی و حکومت‌های اقتدارگرا
در سال ۲۰۱۰ پاپ بندیکت شانزدهم طی اظهاراتی علیه بی‌خدایی گفت: «وقتی دربارهٔ درس‌های بیدارکنندهٔ افراطی ناخداباوری قرن بیستم تأمل می‌کنیم، هرگز فراموش نکنیم حذف خدا (دین و تقوا) از زندگی عمومی، چگونه منجر به کوتاهی دید انسان، جامعه و در نتیجه یک نسخهٔ تقلیل‌دهندهٔ فرد و سرنوشتش می‌شود.»
ریچارد داوکینز در پاسخ به این استدلال اشاره کرد که هیتلر یک کاتولیک رومی بود. او سخنرانی‌های عمومی در تأیید ایمان مسیحی‌اش انجام داده بود و تشکیل دولت در سریر مقدس بر اساس معامله‌ای بود که طی آن موسولینی ۱٫۲ هکتار زمین در رم را جهت کسب حمایت کلیسا از حکومت فاشیسم خود تحویل داد.
پژوهش‌ها نشان می‌دهد که جمعیت افراد بی‌خدا در کشورهایی که در حال جنگ نیستند، بیشتر از کشورهای در حال جنگ و ناآرام است. به هرحال حامیان این نظر مثال‌هایی مثل بلشویک‌ها در شوروی (روسیهٔ فعلی) را ذکر می‌کنند که ملهم از فرمانی ایدئولوژیک بودند و باور داشتند تمامی ادیان ضعیف خواهند شد.
در ۱۹۶۷ حکومت انور خوجه کمپینی برای زدودن دین در آلبانی را آغاز کرد و پس از یک سال، دو هزار ساختمان مذهبی بسته یا تغییر کاربری دادند و رهبران مذهبی اعدام یا زندانی شدند. آلبانی توسط رهبرانش به عنوان اولین کشور بی‌خدایی جهان اعلام شد و ماده ۳۷ قانون اساسی آن کشور در ۱۹۷۶ اعلام کرد «دولت هیچ دینی را به رسمیت نمی‌شناسد و پروپاگاندای بی‌خدایی را برای برقراری بینش ماتریالیستی علمی به جهان بین مردم حمایت کرده و انجام می‌دهد.»
دینش دسوزا نویسنده مسیحی می‌نویسد: «جرایم بی‌خدایی عموماً از طریق ایدئولوژی مغرورانه‌ای که انسان را خالق ارزش‌ها می‌داند انجام شده‌ است. با استفاده از آخرین تکنیک‌های علمی و فنی، انسان سعی می‌کند جایگزین خدا شود و یک اتوپیای سکولار بر زمین ایجاد کند.» او می‌گوید چه کسی می‌تواند مائو و استالین را انکار کند. اگر نامی از پل پوت و دیگران نیاوریم، که همگی جنایاتی به نام ایدئولوژی کمونیسم، که صریحاً بی‌خدا بود انجام دادند؟ با ایدئولوژی‌ای که بی‌خدایی بخشی مرکزی از الهام ایدئولوژیک آن بود، کشتارهای جمعی انجام دادند.
سم هریس در پاسخ گفت: «مشکل با کمونیسم و فاشیسم این نیست که آن‌ها خیلی منتقد دین نیستند؛ بلکه این است که خیلی شبیه دین‌اند. این حکومت‌ها چنان دگماتیک‌اند که موجب کیش شخصیت شدند و در برابر دین، مثال دو روی یک سکه‌اند.»
مهمترین نقد به خداناباوری عدم وجود یک کتاب مهم و یا یک شخص دارای رهبری خاص براین باور بوده که دارای قواعدی درباره اخلاق و اصول شهروندی، اجتماعی و یا نظیر آنان نیست. به طور کلی می‌توان گفت که خداناباوری در مورد خصوصیت منفی اخلاقی انسان هیچ دیدگاهی نداشته و درباره آن اظهار نظر نکرده است. برخی از خداناباوران به ارسطو در مورد اولین تئوریسین خداناباور اشاره کرده‌اند در حالی که وی آموزگار اسکندر مقدونی بوده که جنگ و خونریزی بسیار فراوانی را مرتکب شده است. علاوه بر این ارسطو در آثار خود زن را یک موجود درجه دو اجتماعی دانسته که اگر برای رفع نیازهای جنسی مردان مورد نیاز نبود سودی در جامعه نداشت.